# Equitazione ai Giochi della VII Olimpiade
Le competizioni di equitazione dei Giochi della VII Olimpiade si sono svolte dal 6 al 12 settembre 1920 allo stadio Olimpico di Anversa. Si sono disputati sette eventi: concorso completo individuale e a squadre, dressage individuale, salto ostacoli individuale e a squadre, e si è vista l'unica apparizione olimpica della specialità del volteggio a cavallo individuale e a squadre.

## Podi
| Evento                                     | Oro                                                              | Perform. | Argento                                                                           | Perform. | Bronzo                                                                     | Perform. |
| Salto ostacoli individuale (dettagli)      | Tommaso Lequio di Assaba                                         | 2,00     | Alessandro Valerio                                                                | 3,00     | Carl Gustaf Lewenhaupt                                                     | 4,00     |
| Salto ostacoli a squadre (dettagli)        | Svezia Claës König Hans von Rosen Daniel Norling Frank Martin    | 14,00    | Belgio Henri Laame André Coumans Herman de Gaiffier d'Hestroy Herman d'Oultromont | 16,25    | Italia Ettore Caffaratti Alessandro Alvisi Giulio Cacciandra Carlo Asinari | 18,75    |
| Dressage individuale (dettagli)            | Janne Lundblad                                                   | 27,9375  | Bertil Sandström                                                                  | 26,3125  | Hans von Rosen                                                             | 25,1250  |
| Concorso completo individuale (dettagli)   | Helmer Mörner                                                    | 1775,00  | Åge Lundström                                                                     | 1738,75  | Ettore Caffaratti                                                          | 1733,75  |
| Concorso completo a squadre (dettagli)     | Svezia Helmer Mörner Åge Lundström Georg von Braun Gustaf Dyrsch | 5057,50  | Italia Ettore Caffaratti Garibaldi Spighi Giulio Cacciandra Carlo Asinari         | 4735,00  | Belgio Roger Moeremans d'Emaüs Oswald Lints Jules Bonvalet Jacques Misonne | 4560,00  |
| Volteggio a cavallo individuale (dettagli) | Daniel Bouckaert                                                 | 30,500   | Field                                                                             | 29,500   | Louis Finet                                                                | 29,000   |
| Volteggio a cavallo a squadre (dettagli)   | Belgio Daniel Bouckaert Louis Finet Maurice Van Ranst            | 87,500   | Francia Field Salins Cauchy                                                       | 81,083   | Svezia Carl Green Anders Mårtensson Oskar Nilsson                          | 59,416   |

## Medagliere
| Posizione | Paese   | Oro | Argento | Bronzo | Totale |
| --------- | ------- | --- | ------- | ------ | ------ |
| 1         | Svezia  | 4   | 2       | 3      | 9      |
| 2         | Belgio  | 2   | 1       | 2      | 5      |
| 3         | Italia  | 1   | 2       | 2      | 5      |
| 4         | Francia | 0   | 2       | 0      | 2      |
| Totale    | Totale  | 7   | 7       | 7      | 21     |